# Xiphophorus

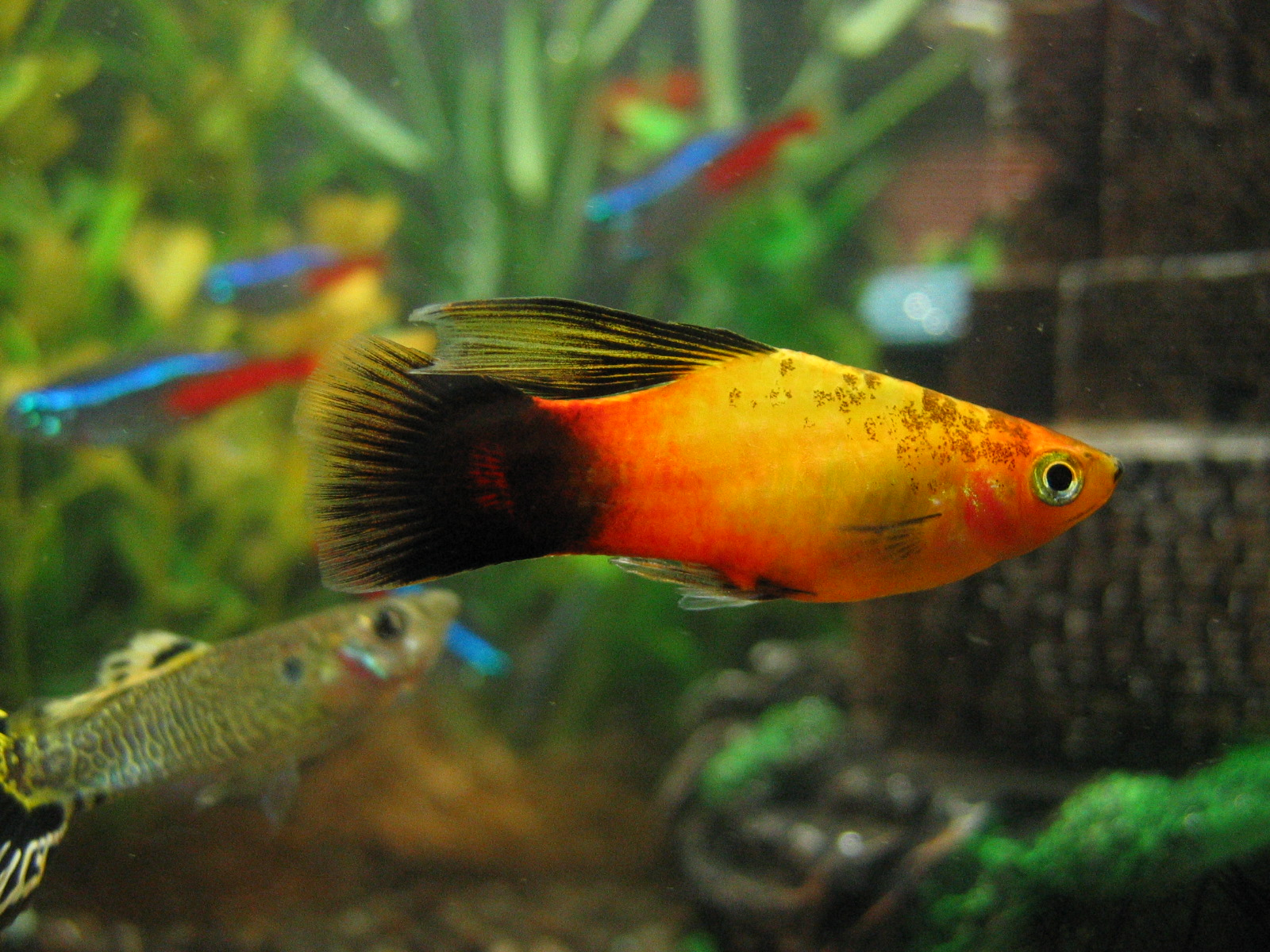
Xiphophorus maculatus.

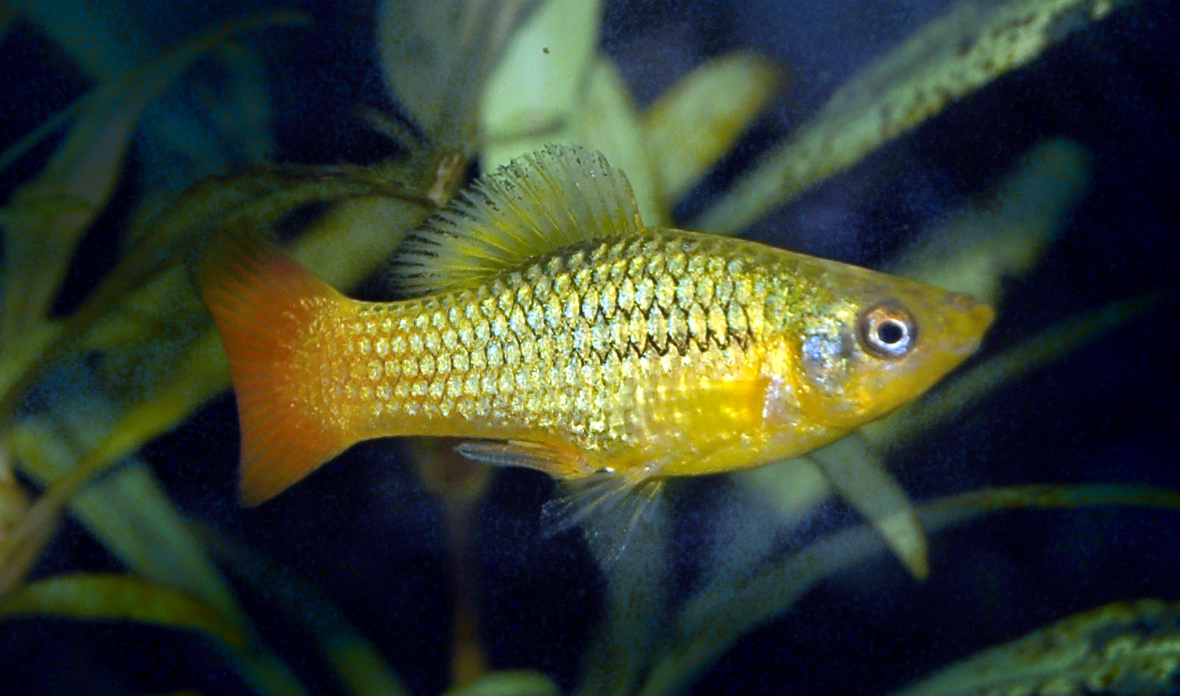
Macho de Xiphophorus variatus.

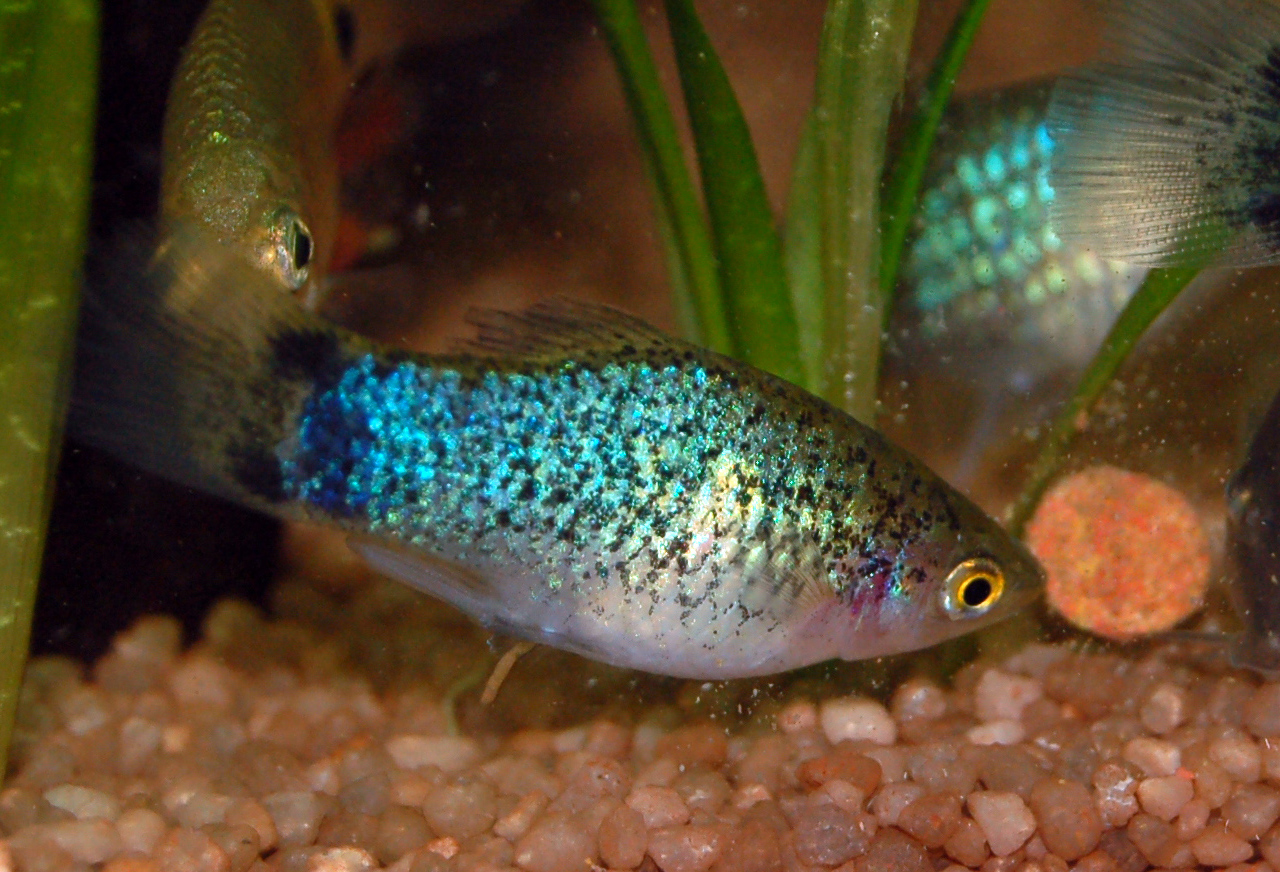
Xiphophorus maculatus de color azul.

 Xiphophorus es un género de peces de la familia de los pecílidos o Poeciliidae en el orden de los ciprinodontiformes, muy conocido dentro del mundo de la acuariofilia, conocido comúnmente como Xipho, cola de espada o simplemente espada, es originario de la región mesoamericana.

## Especies
Se reconocen 28 especies.
- Xiphophorus alvarezi (Rosen, 1960)
- Xiphophorus andersi (Meyer y Schartl, 1980)
- Xiphophorus birchmanni (Lechner y Radda, 1987)
- Xiphophorus clemenciae (Álvarez, 1959)
- Xiphophorus continens (Rauchenberger, Kallman y Morizot, 1990)
- Xiphophorus cortezi (Rosen, 1960)
- Xiphophorus couchianus (Girard, 1859)
- Xiphophorus evelynae (Rosen, 1960)
- Xiphophorus gordoni (Miller y Minckley, 1963)
- Xiphophorus hellerii (Heckel, 1848)
- Xiphophorus kallmani (Meyer y Schartl, 2003)
- Xiphophorus kosszanderi (Meyer y Wischnath, 1981)
- Xiphophorus maculatus (Günther, 1866)
- Xiphophorus malinche (Rauchenberger, Kallman y Morizot, 1990)
- Xiphophorus mayae (Meyer y Schartl, 2002)
- Xiphophorus meyeri (Schartl y Schröder, 1988)
- Xiphophorus milleri (Rosen, 1960)
- Xiphophorus mixei (Kallman, Walter, Morizot y Kazianis, 2004)
- Xiphophorus montezumae (Jordan y Snyder, 1899)
- Xiphophorus monticolus (Kallman, Walter, Morizot y Kazianis, 2004)
- Xiphophorus multilineatus (Rauchenberger, Kallman y Morizot, 1990)
- Xiphophorus nezahualcoyotl (Rauchenberger, Kallman y Morizot, 1990)
- Xiphophorus nigrensis (Rosen, 1960)
- Xiphophorus pygmaeus (Hubbs y Gordon, 1943)
- Xiphophorus roseni (Meyer y Wischnath, 1981)
- Xiphophorus signum (Rosen y Kallman, 1969)
- Xiphophorus variatus (Meek, 1904)
- Xiphophorus xiphidium (Gordon, 1932)[2][3][4][5][6]